# Thermophymatospora fibuligera
Thermophymatospora là một chi nấm thuộc họ Polyporaceae. Là một chi đơn loài, nó chứa loài duy nhất Thermophymatospora fibuligera.